# Olpebachtal
Das Naturschutzgebiet Olpebachtal liegt auf dem Gebiet der Gemeinde Lindlar im Oberbergischen Kreis in Nordrhein-Westfalen.
Das nur etwa 1 ha große Gebiet liegt westlich von Lindlar und erstreckt sich entlang dem orographisch linken Ufer des Olpebaches östlich der Kürtener Ortschaft Sülze und nördlich der Kläranlage Kürten. Es bildet eine Ergänzung zum etwa 25 ha großen Kürtener Naturschutzgebiet Olpebachtal, das hier auf dem orographisch rechten Ufer liegt. Am westlichen Rand verläuft die Landesstraße L 146, die hier den Namen Selbach trägt.

## Beschreibung
Das Naturschutzgebiet wurde im Jahr 1993 unter der Schlüsselnummer GM-042 unter Naturschutz gestellt.
Das Fachinformationssystem des Landesamtes für Natur, Umwelt und Verbraucherschutz in NRW beschreibt das Gebiet wie folgt:

„Die Talaue auf oberbergischer Seite weist im südlichen Teil eine feuchte Wiesenfläche auf, an die sich in nördlicher Richtung eine Kahlschlagfläche anschließt, welche seit schätzungsweise acht bis zehn Jahren vornehmlich mit Erlen zuwächst. Der nördliche Teil des Naturschutzgebietes ist mit Fichten von geringem bis mittlerem Durchmesser bestockt. Kleinere Flächen im Tal werden von sumpfigen Erlenbeständen eingenommen. Entlang des am östlichen Gebietsrand vorbeiführenden Weges liegt eine vorwiegend mit Hainbuchen bewachsene Waldrandböschung, welche an zwei Stellen durch Schlehengebüsche unterbrochen wird. Innerhalb eines der Erlenvorkommen befindet sich ein kleiner Graben, der aber nur bei ausreichendem Niederschlag Wasser führt. Innerhalb der feuchten Wiesenfläche befindet sich in Bachnähe ein sehr kleines, stark verschlammtes Stillgewässer mit kaum zwei Metern Durchmesser. Das Naturschutzgebiet hat als Lebensraum für Amphibien und verschiedene Singvogelarten und Vernetzungsbiotop im Biotopverbund regionale Bedeutung. Schutzziel ist der Erhalt und die Entwicklung eines feuchten bis nassen Wiesentales mit Auwaldbereichen als Lebensraum für biotoptypische Tier und Pflanzenarten.“

## Schutzziele
Erhaltung und Entwicklung eines feuchten bis nassen Wiesentales mit Auwaldbereichen als Lebensraum für bedrohte Tier- und Pflanzenarten.